# 多涅茨尾孢虫
多涅茨尾孢虫（学名：Henneguya doneci）为尾孢科尾孢虫属的动物。分布于俄罗斯以及山东、辽宁、云南、云南、浙江、江西、湖北等，营寄生生活，寄生在鲫的鳃。